# Swatowe (1979)
Swatowe (ukr. Сватове) – kuter desantowy Marynarki Wojennej Ukrainy, były radziecki „D-537”.

## Historia
W 1979 roku do służby we Flocie Czarnomorskiej wcielono kuter desantowy projektu 1176 – „D-537”. Jednostkę wycofano ze służby w 1997 roku, po rozpadzie ZSRR. W ramach podziału Floty Czarnomorskiej okręt przejęła Ukraina. Do Marynarki Wojennej Ukrainy kuter wcielono do służby 1 listopada 1997 roku i nadano mu nazwę „Wił” oraz numer burtowy "U430". 

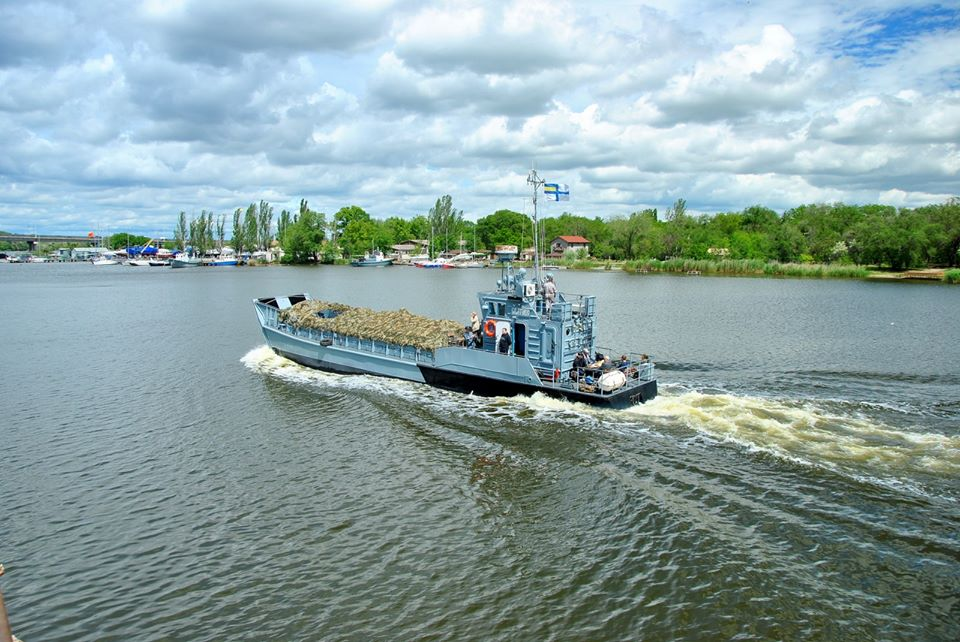
„Swatowe” podczas testów po remoncie.

7 października 1998 roku jednostce zmieniono nazwę na „Swatowe”. Nazwa okrętu pochodzi od miasta Swatowe. Następnie numer burtowy zmieniono na „U763”. W 2007 roku „Swatowe” brał udział w ćwiczeniach "Sea Breeze-2007" i wykonał próbny desant na poligonie „Tendrowska-Spit”. W sierpniu 2013 roku okręt brał udział w obchodach dnia floty w Oczakowie. 

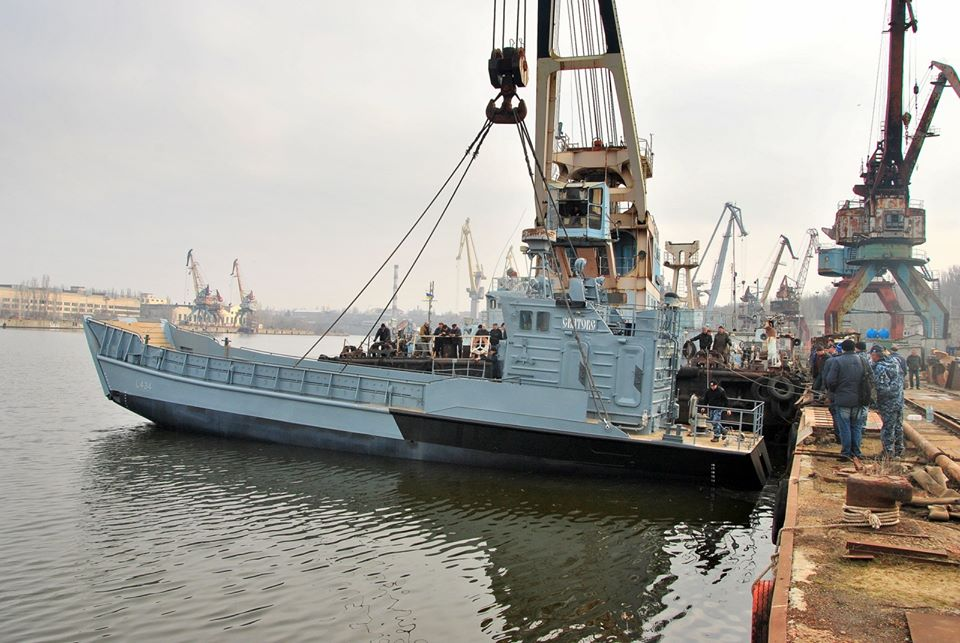
Wodowanie „Swatowe” w czasie remontu w 2020.

W 2018 roku rozpoczął się remont jednostki w stoczni w Mikołajowie. Podczas remontu wymieniono poszycie, naprawiono napęd, linie wałów, śruby i ster, układ kotwiczno-cumowniczy i rampę dziobową. W lutym 2020 roku odbyło się wodowanie „Swatowe”. 26 maja rozpoczęły się próby i testy okrętu po remoncie. 7 lipca 2020 roku po raz pierwszy po remoncie kuter udał się na ćwiczenia desantowe i paradę transportując 88. samodzielny Batalion Piechoty Morskiej. We wrześniu 2020 roku „Swatowe” wziął udział w ćwiczeniach "Wspólne Wysiłki 2020". 7 grudnia 2020 roku z pokładu „Swatowe” ćwiczebnie desantowano transporter BTR-4E. W sierpniu 2021 roku jednostka wraz z 3 kutrami artyleryjskimi projektu 58155 („Berdiańsk” (P175), „Kostopil” (P180), „Nikopol” (P176)) uczestniczyła w ćwiczeniach i paradzie na Dnieprze w Kijowie z okazji 30 rocznicy odzyskania niepodległości przez Ukrainę. Następnie okręty odwiedziły miasto Czerkasy. W marcu 2024 roku, po rosyjskiej Inwazji na Ukrainę „Swatowe” została uszkodzona. Jednostka nosi numer burtowy "L434" zgodny z normami NATO. „Swatowe” stacjonuje  w porcie wojennym w Oczakowie i podlega 73. Centrum Operacji Specjalnych.

## Konstrukcja
Wyporność „Swatowe” wynosi 107,3 tony, a długość 24,5 metra. Szerokość kutra wynosi 5,2 metra, a zanurzenie 1,55 metra. Napęd zapewniają 2 silniki wysokoprężne o mocy 300 KM każdy i 2 śruby. Jednostka może rozwinąć maksymalnie 11,5 węzła. Zasięg okrętu wynosi 330 Mm przy prędkości 10 węzłów. Autonomiczność kutra obliczono na 2 dni. „Swatowe” dysponuje radarem "Mius". Kuter nie jest uzbrojony. Załogę etatową jednostki stanowi 6 osób.

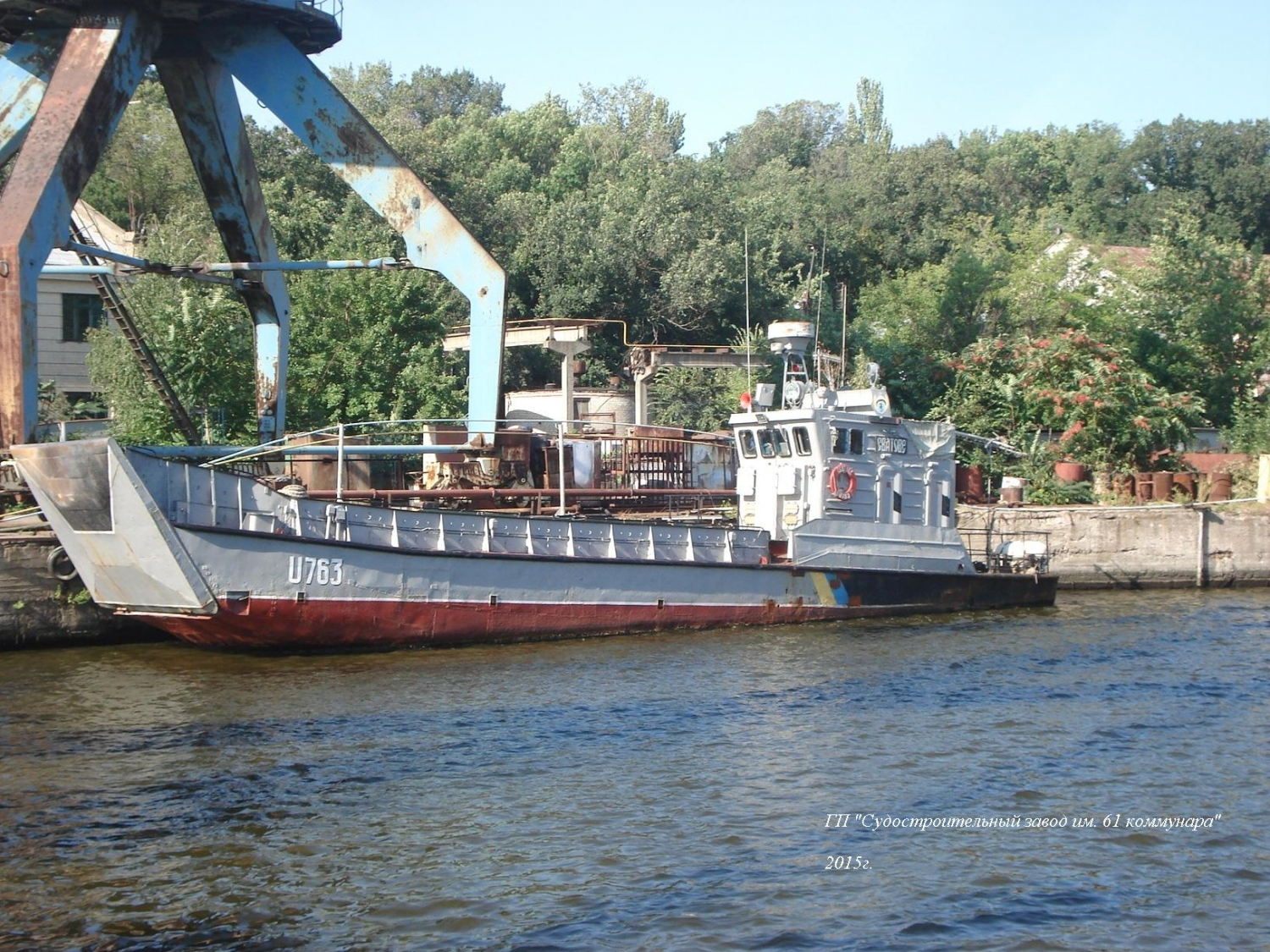
"Swatowe" podczas pobytu w stoczni w Mikołajowie.

Okręt posiada otwartą ładownię, rampę dziobową i może zabrać 1 czołg średni, 20 żołnierzy lub 50 ton ładunku. Wymiary ładowni: 12,5 metra długości; 3,6 metra szerokości; 2,2 metra szerokości.